# Sacu

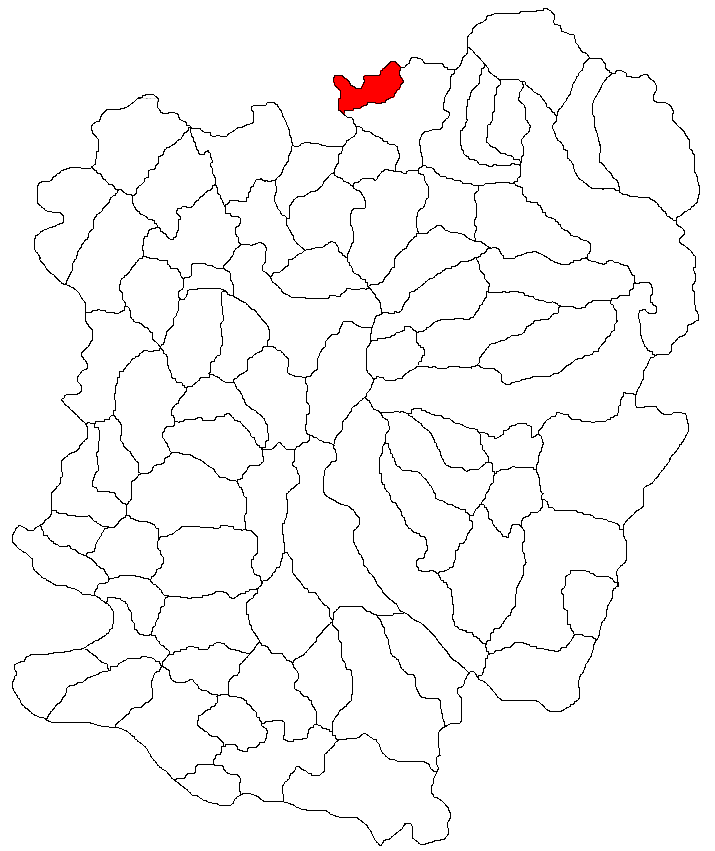
Lage der Gemeinde Sacu im Kreis Caraș-Severin

Sacu (deutsch Satschowa oder Sakul, ungarisch Szákul) ist eine Gemeinde im Kreis Caraș-Severin in der Region Banat in Rumänien. Zur Gemeinde Sacu gehören auch die Dörfer Sălbăgelu Nou und Tincova.

## Geografische Lage
Sacu liegt im Norden des Kreises Caraș-Severin, am linken Temeschufer, an der Grenze zum Kreis Timiș. Sacu wird von der Nationalstraße DN6 (E70) Lugoj-Caransebeș durchquert. Die Ortschaft befindet sich in jeweils 20 Kilometer Entfernung von beiden Städten.

## Nachbarorte
| Gavojdia      | Jdioara                                     | Nadrag  |
| Sălbăgelu Nou | Kompassrose, die auf Nachbargemeinden zeigt | Tincova |
| Zgribești     | Mătnicu Mare                                | Maciova |

## Geschichte
Eine erste urkundliche Erwähnung der Siedlung Zaak stammt aus dem Jahr 1548. 
Aus dem Jahr 1624 ist die Schenkungsurkunde von Gabriel Bethlen an Groza Farkas erhalten.
Auf der Josephinischen Landaufnahme von 1717, ist der Ort mit 28 Häuser eingetragen. Nach dem Frieden von Passarowitz (1718), als das Banat eine Habsburger Krondomäne wurde, gehörte die Ortschaft zum Distrikt Caransebeș.
Nach dem Österreichisch-Ungarischen Ausgleich (1867) wurde das Banat dem Königreich Ungarn innerhalb der Doppelmonarchie Österreich-Ungarn angegliedert.
Anfang des 20. Jahrhunderts wurde das Gesetz zur Magyarisierung der Ortsnamen (Ga. 4/1898) umgesetzt. Der amtliche Ortsname war Szákul. Die ungarischen Ortsbezeichnungen blieben bis zur Verwaltungsreform von 1923 im Königreich Rumänien gültig, als die rumänischen Ortsnamen eingeführt wurden.
Der Vertrag von Trianon am 4. Juni 1920 hatte die Dreiteilung des Banats zur Folge, wodurch Sacu an das Königreich Rumänien fiel.

## Demografie
| 1880 | 1694 | 1546 | 65  | 72  | 11                 |
| 1910 | 2568 | 1822 | 203 | 521 | 22                 |
| 1930 | 2435 | 1699 | 103 | 474 | 159                |
| 1977 | 2110 | 1855 | 16  | 65  | 174                |
| 2002 | 1681 | 1432 | 14  | 20  | 215                |
| 2011 | 1485 | 1161 | 30  | 3   | 291                |
| 2021 | 1443 | 1201 | -   | -   | 212 (167 Ukrainer) |